# Graška Gora
Graška Gora je naselje samotnih hribovskih kmetij na razvodju med Mislinjo in Pako v Občini Slovenj Gradec.

## Značilnosti
Na Graški Gori, ki leži med Pohorjem in savinjskim področjem, na tromeji treh občin - Velenja, Slovenj Gradca ter Mislinje, so se med 2. svetovno vojno zaradi prometnega položaja in oskrbe često zadrževale partizanske enote in bojevale številne bitke z Nemci. Iz leta 1944 izvira tudi naziv «gora jurišev« (o tem lahko obiskovalcu povedo kaj več tamkajšnja  muzejska zbirka KC Ivana Napotnika Velenje, spomenik, obnovljene domačije, gostilna Plazl idr.).
Danes je Graška Gora priljubljena izletniška točka številnih Štajercev in Korošcev ter okoličanov, saj so večkrat organizirani pohodi in izleti na Graško Goro. 
Leta 1976 je nastalo srečanje narodno-zabavnih skupin. Začel ga je Alojz Klančnik s podporo domačega kulturnega društva. Po njegovi smrti je organizacijo prevzelo Kulturno društvo Graška Gora s predsednikom Dragom Plazlom, prireditev pa je prerasla v tekmovanje. Tako je po dvajseti prireditvi Srečanje ansamblov dobilo novo ime Graška Gora poje in igra. 

## Zgodovina
Mnenja so pokazala, da je bila Graška gora prehodna že v prazgodovini. Domneva pa se, da so Rimljani speljali cesto iz Savinjske doline proti Colatiu. V času boja za prevlado krščanstva v starem Rimu (v 4. stoletju) so na Graški gori požgali poganski tempelj - verjetno mitrej, raziskovanja pa so odkrila tudi ostanke starokrščanske cerkve iz 5. ali 6. stoletja.

## Prireditve
Od leta 1976 je na Graški Gori organiziran narodnozabavni festival Graška Gora poje in igra, ki je vsako leto na 3. nedeljo v avgustu - po navadi s pričetkom ob 14. uri. Na festival se lahko prijavljajo ansambli, ki so potem izbrani preko strokovne žirije. Vsako leto v založbi Zlati zvoki izide tudi zgoščenka z vsemi tekmovalnimi skladbami.
Vsako leto v pustnem času poteka pustni karneval - Pust treh občin s šaljivimi igrami na Graški Gori, ob 1. maju pa poteka prireditev za praznik dela.
V avgustu poteka srečanje borcev, planincev in članov veteranskih združenj, v spomin obletnici pohoda XIV. divizije.